# Gregor Mendel
Gregor Johann Mendel OESA (tschechisch Řehoř Jan Mendel, Geburtsname Johann Mendel * 20. Juli 1822 in Heinzendorf bei Odrau, Österreichisch-Schlesien; † 6. Januar 1884 in Brünn, Mähren) war ein mährisch-österreichischer Priester des Augustinerordens und seit 1868 exemter Abt der Brünner Abtei St. Thomas.
Bedeutend wurde er als Entdecker der nach ihm benannten Mendelschen Regeln der Vererbung, die er 1866 veröffentlichte. Seine Kreuzungsversuche, die er über viele Jahre im Klostergarten durchführte, folgten einem völlig neuen, quantitativen Ansatz und begründeten die Vererbungslehre. Mendels Ergebnisse wurden in Fachkreisen lange nicht verstanden. Sie wurden erst im Jahre 1900 durch Wissenschaftler bestätigt, die übereinstimmende Resultate erhalten hatten. 

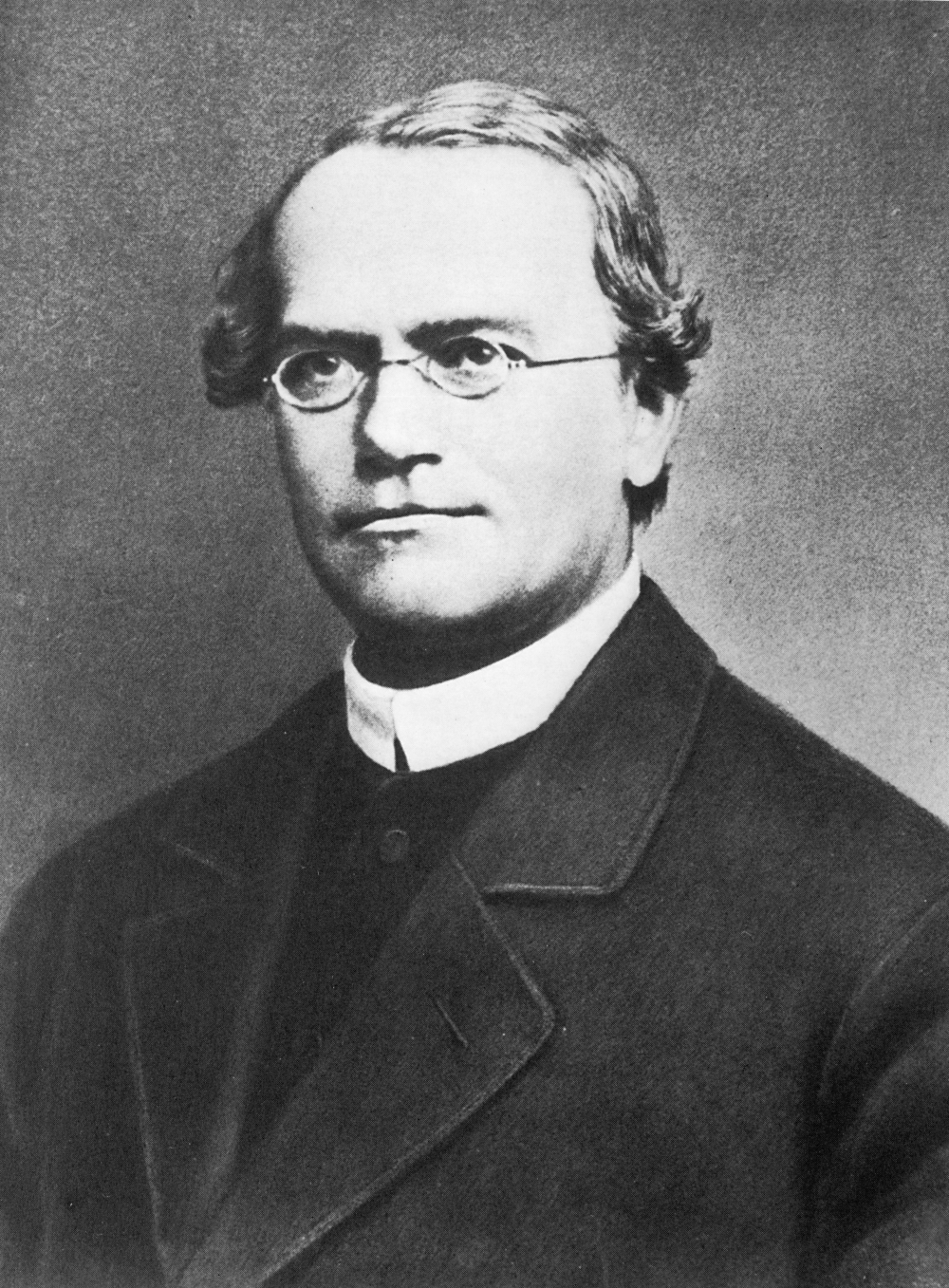
Gregor Johann Mendel, etwa 1864

## Leben

### Herkunft, Schule und erstes Studium
Johann Mendel war der Sohn der Kleinbauern Anton und Rosina Mendel und hatte eine ältere und eine jüngere Schwester. Schon als Kind half er im elterlichen Garten beim Veredeln der Obstbäume. Als ausgezeichneter Schüler konnte er nach der Dorfschule ab 1834 das Gymnasium in Troppau besuchen, wobei er allerdings ab seinem 16. Lebensjahr seinen Lebensunterhalt größtenteils als Privatlehrer selbst verdienen musste. Mehrere schnell aufeinanderfolgende Unglücksfälle, darunter eine schwere Verletzung des Vaters bei Waldarbeiten im Jahre 1838, verhinderten, dass seine Eltern ihn weiter unterstützen konnten. Als einziger Sohn der Familie sollte Johann eigentlich den Bauernhof übernehmen. Nur weil seine Schwester Theresia teilweise auf ihr Erbe verzichtete und sein Schwager den Hof übernahm, konnte er eine akademische Laufbahn anstreben. Der Leiter des Troppauer Gymnasiums und Lehrer von Mendel, Faustin Ens, hatte an dieser Schule ein schon damals berühmtes naturkundliches Museum eingerichtet, aus dem später das Schlesische Landesmuseum hervorging. Dort durfte Mendel seinem Lehrer bei der Betreuung des Museums zur Hand gehen. Mendel verließ das Gymnasium im Jahre 1840 als einer der besten Schüler seiner Klasse. Von 1840 bis 1843 studierte er am Philosophischen Institut der Universität Olmütz. Die ersten beiden Jahrgänge des Studiums schloss er 1843 mit sehr guten Noten ab. Dann sah er sich, wie er in seiner kurzen Autobiografie vermerkt, wegen „bitterer Nahrungssorgen“ gezwungen, seine Studien abzubrechen und Ordensmann zu werden.

### Mönch

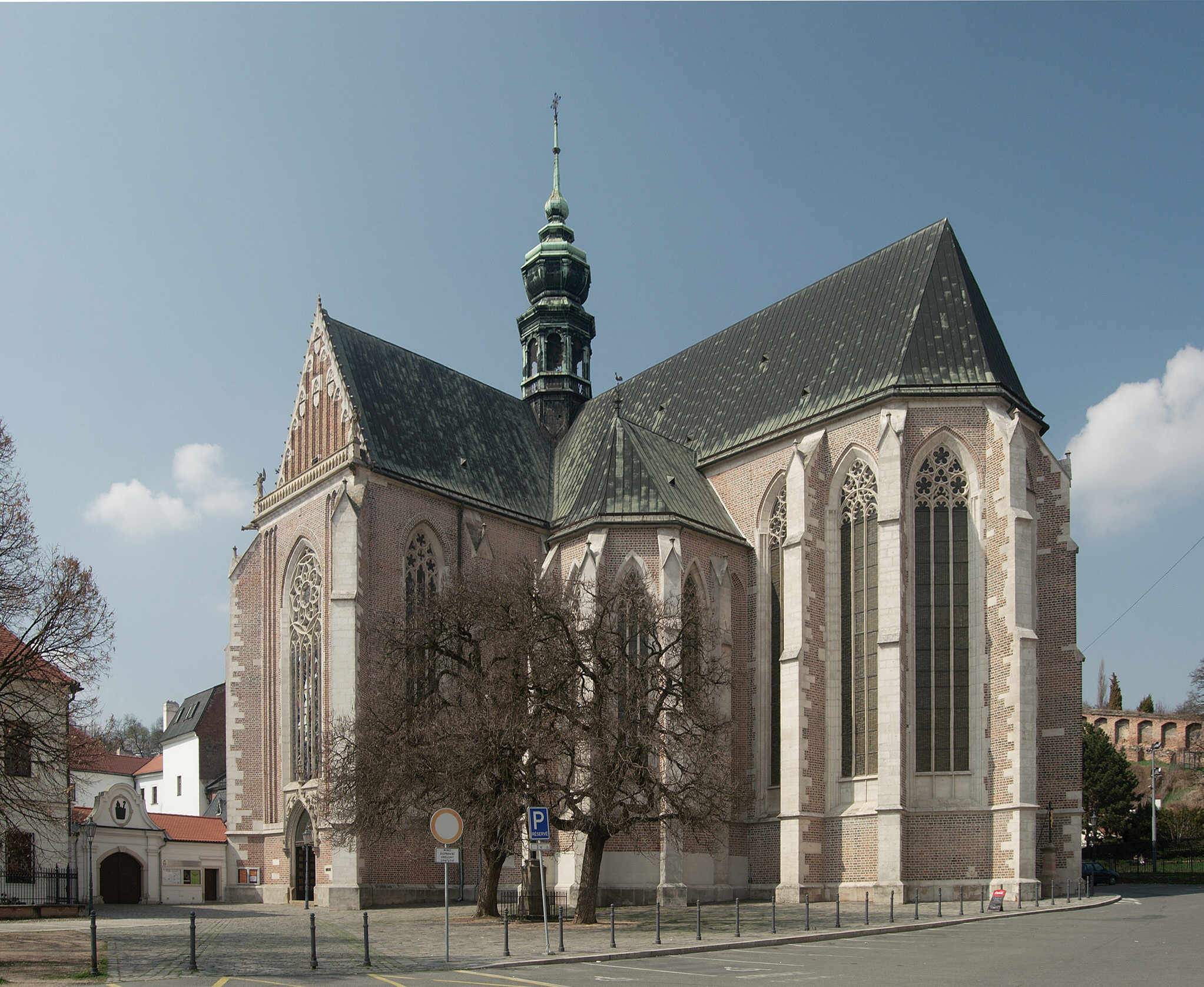
Die Abteikirche Mariä Himmelfahrt in Staré Brno

Auf Empfehlung seines Physiklehrers, des Paters Friedrich Franz, wurde er 1843 als Postulant bei den Augustiner-Eremiten der Abtei St. Thomas in Alt Brünn aufgenommen. Mendel erhielt den Ordensnamen Gregorius. Die Profess legte er am 26. Dezember 1846 ab. Von 1845 bis 1848 studierte er Theologie an der Brünner Bischöflichen Theologischen Lehranstalt und 1845/46 zusätzlich Ökonomie, Obstbaumzucht und Weinbau an der Philosophischen Lehranstalt in Brünn. Dort erlernte er bei Franz Diebl (1770–1859) die Kreuzungstechnik, Auslese und Samenvermehrung. Am 6. August 1847 empfing er die Priesterweihe. Weil seine Vorgesetzten sahen, dass er mehr der Wissenschaft als der Seelsorge zuneigte, erhielt er 1849 eine Stelle als „Suppl. Professor“ (Aushilfslehrer) am k. k. Gymnasium in Znaim (tschechisch Znojmo), wo er Mathematik und Griechisch unterrichtete.

### Lehramts-Studium
1850 bemühte sich Mendel um die Zulassung für das Lehramt an Gymnasien in Naturgeschichte und Physik. Als Externer bestand er jedoch nicht die Prüfung an der Universität Wien. Obwohl schon der erste Biograph Mendels, Hugo Iltis, die Prüfer für gegenüber dem Kandidaten voreingenommen hielt, vermuteten spätere Autoren eine mangelnde Vorbereitung Mendels, da er in diesen Fächern Autodidakt gewesen sei. Unterlagen über die mündliche Prüfung sind nicht erhalten, jedoch liegen die vier schriftlichen Prüfungsarbeiten Mendels und ihre Beurteilung durch die Prüfer vor. Eine erneute Begutachtung dieser Unterlagen kam zu dem Schluss, dass die Prüfungsaufgaben sehr wohl didaktisch gut aufgebaut waren und inhaltlich den damaligen Wissensstand richtig wiedergaben, jedoch wohl insbesondere der Prüfer Rudolf Kner von Vorurteilen gegenüber dem Mönch beeinflusst war.
Daraufhin ermöglichte sein Abt Cyrill Napp Mendel von 1851 bis 1853 ein Studium in Wien. Dort hörte Mendel unter anderem Morphologie und Systematik der phanerogamen Pflanzen bei Eduard Fenzl, Demonstrative Experimental-Physik bei Christian Doppler, dem Entdecker des Doppler-Effekts, und Anatomie und Physiologie der Pflanzen bei Franz Unger. Ab 1854 war er wieder als Aushilfslehrer tätig, jetzt an der Oberrealschule in Brünn, an der er 14 Jahre die Fächer Physik und Naturgeschichte unterrichtete.
Warum 1856 sein zweiter Versuch zur Lehramtsprüfung an der Universität Wien scheiterte, war lange Zeit ebenso unklar wie Mendels Motiv, unmittelbar nach der misslungenen Prüfung acht Jahre der systematischen Erforschung der Vererbung bei Erbsen zu widmen. Zuvor schon hatte er zwei Jahre mit der Prüfung und Auswahl geeigneter, erbkonstanter Sorten verbracht. Jaroslav Kříženecký (1896–1964), Direktor des Mendelianum-Museums in Brünn, vermutete wie auch andere nach ihm, dass ein gesundheitliches Problem das Examen vereitelte. Als die Biologin Rosalie Wunderlich (1907–1990) die Unterlagen des Lehrbetriebes an der Universität Wien genau untersuchte, stellte sie fest, dass Mendel im August 1856 nicht von dem Pflanzenphysiologen Franz Unger geprüft worden war, sondern wahrscheinlich von Eduard Fenzl. Im Gegensatz zu Unger lehnte Fenzl die Vorstellung der Befruchtung als Verschmelzung einer weiblichen und einer männlichen Zelle strikt ab; außerdem war er für sein aufbrausendes Temperament bekannt. Da auch Mendel auf der von ihm als richtig erachteten These Ungers beharrte, sei es zum Konflikt gekommen, wobei der Prüfer Mendel durchfallen ließ oder ihn zum Rücktritt bewog. Für diese Interpretation spricht vor allem eine Fußnote in Mendels Forschungsbericht, in der er ausführlich die damals kontroversen Ansichten vom Befruchtungsvorgang beschrieb. Neben Mendels Neigung zu den Naturwissenschaften aufgrund seiner Herkunft und Ausbildung scheint ihm also eine starke persönliche Motivation Kraft und Ansporn gegeben zu haben, von ihm als richtig erkannte Anschauungen experimentell zu beweisen.
Als nach der Veröffentlichung seiner Forschungsergebnisse im Jahre 1866 kaum Echo aus der wissenschaftlichen Fachwelt kam, tat dies seinem Selbstbewusstsein keinen Abbruch. Überliefert ist sein Wort: „Meine Zeit wird schon kommen!“

### Abt zu St. Thomas

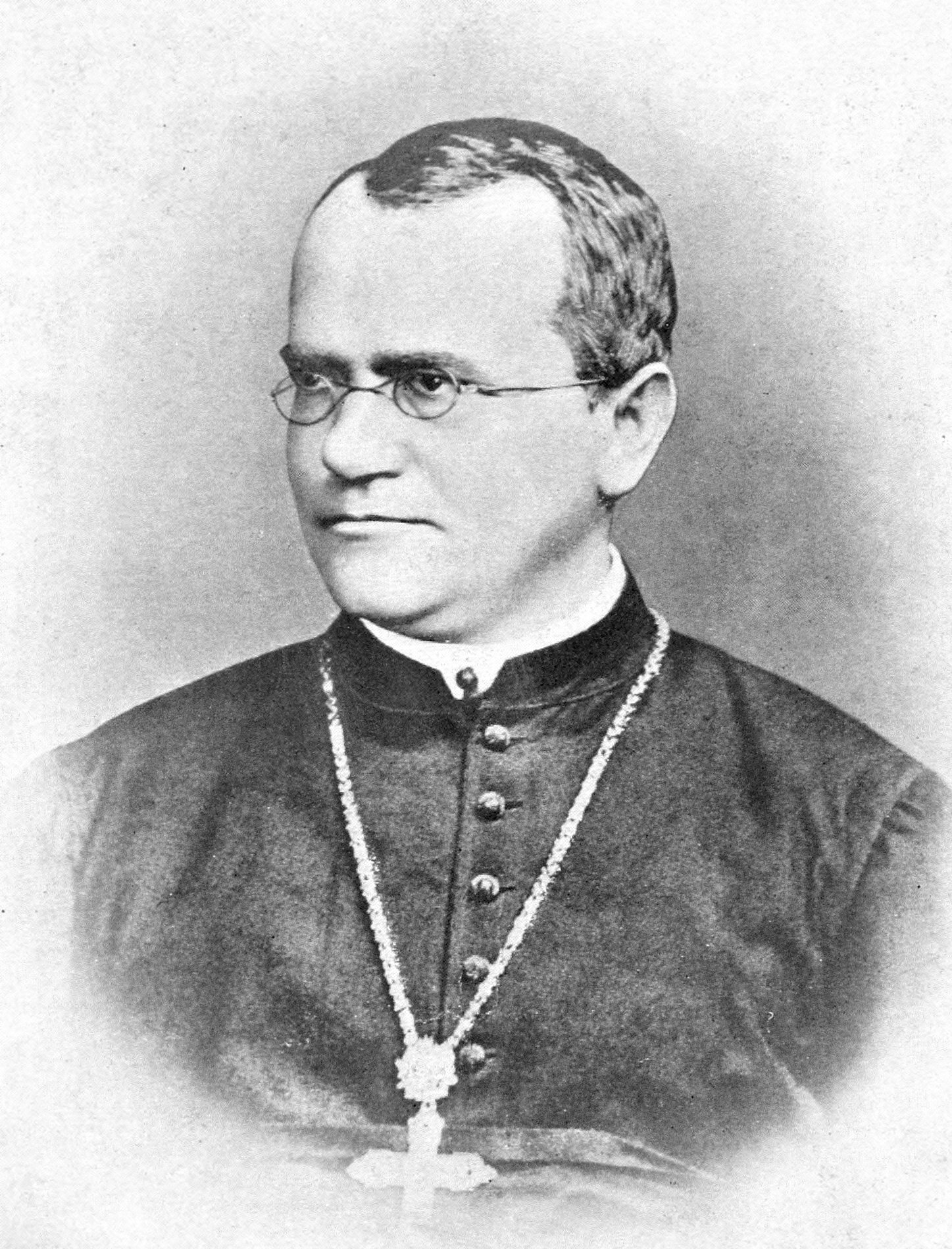
Mendel als Augustiner-Abt

Abtwappen Gregor Mendels

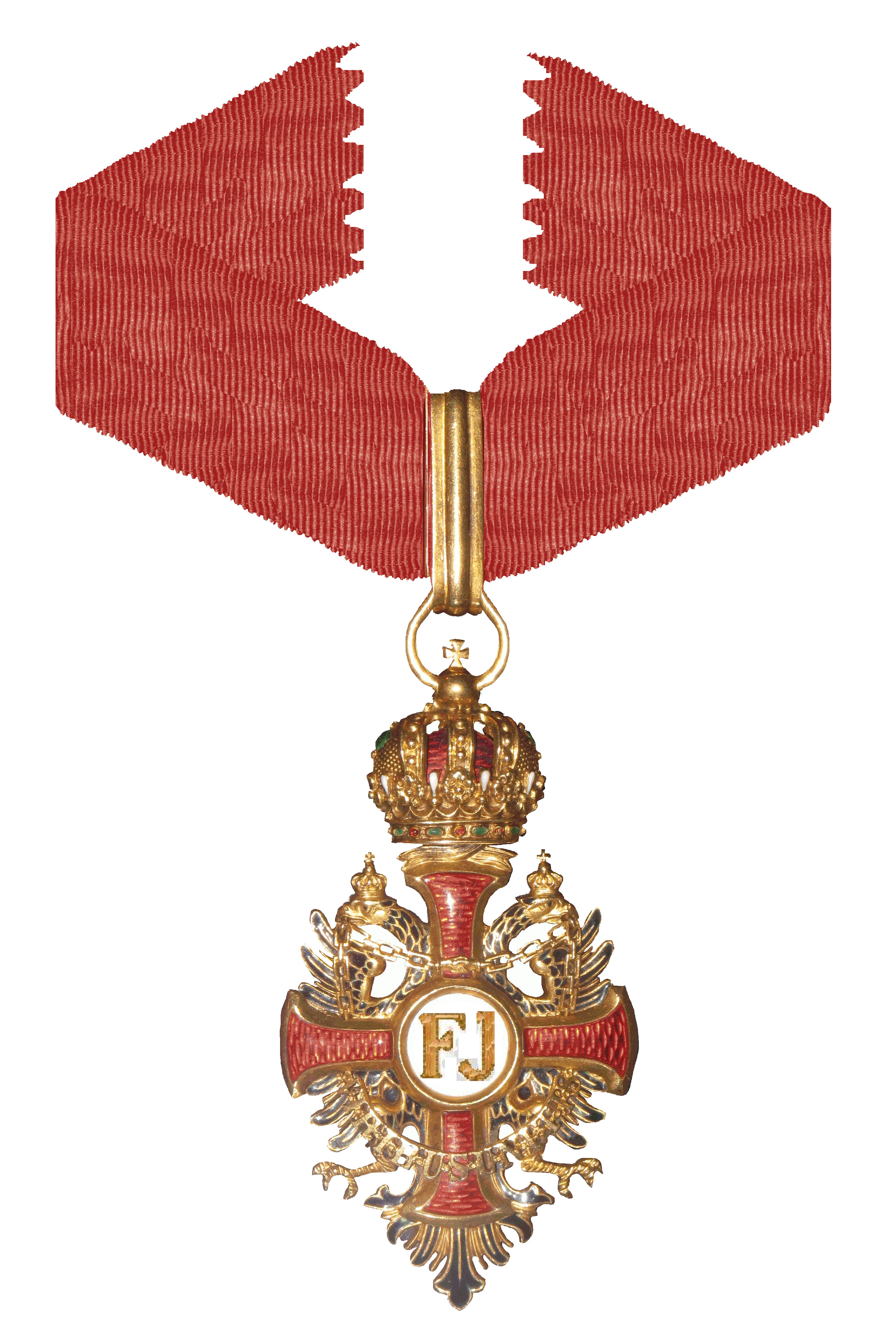
Komturkreuz des Franz-Joseph-Ordens

Im Juli 1867 starb Prälat Cyrill Franz Napp, der Abt des Stiftes St. Thomas zu Brünn. Als Nachfolger wählten die Augustiner Ende März 1868 mit 11 von 12 Stimmen Gregor Mendel. Sein Wappen weist ihn nach kirchlicher Heraldik als infulierten Abt aus, der zur Liturgie nicht nur Krummstab, sondern auch Mitra trägt. Die vier Schildfelder zeigen: 1. Lilien → Botanik, Vererbungsforschung; 2. Pflug mit Kreuz → Segen für Landwirtschaft; 3. Handschlag mit brennendem Herz → Symbole zum Wappenspruch; 4. Alpha=Omega → Gott als Anfang und Ende. Der Wappenspruch lautete: Pax Christi exsultet in cordibus vestris [Der Friede Christi entspringe in euren Herzen].
Mendel berichtete Carl Nägeli von seiner Wahl zum Abt: „In meinen Verhältnissen ist in der letzten Zeit ganz unvermuthet eine vollständige Aenderung eingetreten, meine Wenigkeit wurde nämlich am 30. März von dem Kapitel des Stiftes, dessen Mitglied ich bin, zum lebenslänglichen Vorstande gewählt. Aus meiner bisherigen ganz bescheidenen Stellung als Lehrer der Experimentalphysik sehe ich mich mit einem Male in eine Sphäre versetzt, in welcher mir so manches fremd erscheint und es wird wohl noch einige Zeit und Mühe kosten, bis ich mich darin heimisch fühlen kann. Das soll mich indessen nicht abhalten, die mir so lieb gewordenen Bastardierungs-Versuche fortzusetzen.“
Noch im Jahre 1868 bekam Mendel Audienz bei Kaiser Franz Joseph I. Der Abt engagierte sich als gründendes Mitglied der Meteorologischen Gesellschaft; beim Naturforschenden Verein Brünn wurde er 1869 Vizepräsident. Das k.u.k. Finanzministerium berief Mendel 1870 in die Landeskommission zur Regelung der Grundsteuer in Mähren.
Nachdem Mendel vier Jahre als Abt gewirkt hatte, trug der Minister des Innern dem Kaiser am 19. März 1872 das Schriftstück N° 1096 vor –

„womit über Vorschlag des Statthalters von Mähren mit Zustimmung des Ministeriathes auf die Ag. [Allergnädigste] Verleihung des Comthurkreuzes des Franz Joseph Ordens an den Abt und Prälaten des Klosterstiftes St. Thomas in Altbrünn, Georg Mendl [sic] a. ? angetragen wird,
      da derselbe schon in seiner früheren Eigenschaft als Professor der Brünn’er Oberrealschule sehr erspriesslich gewirkt, als Stiftsvorstand aber die zerrütteten Vermögensverhältnisse des Stiftes geordnet und sich als unerschrockener Anhänger der Verfassung bewährt hat; er ist Euerer Majestät Allerhöchstem Kaiserhause treu ergeben und erfreut sich wegen seines humanen Benehmens und geistlich milden Characters der allgemeinen Achtung.“

Der Vorschlag wurde umgehend ausgeführt, als der König von Ungarn und Kaiser von Österreich auf Schloss Gödöllő residierte:

„Erledigung laut Entwurf am 20. März 1872.
      1. Ah. [Allerhöchste] Entschliessung:    
    2. Ah. Handschreiben an die Kanzlei des Franz Joseph Ordens:
1.2. Ich verleihe dem Abte und Prälaten des Klosterstiftes St. Thomas in Altbrünn Gregor Mendl [sic], in Anerkennung seines verdienstlichen und patriotischen Wirkens, das Comthurkreuz des Franz Joseph Ordens.
1. und erlasse das Erforderliche an die Kanzlei dieses Ordens.
2. wonach im Einvernehmen mit Meinem Minister des Innern das Weitere zu veranlassen ist.          
FJos          Gödöllö, 21. März 1872“

Mendel unterschrieb am 29. März 1872 in Brünn den Revers, die Dekoration samt Statutenbuch nach seinem Ableben durch die Erben an den Ordensschatz in Wien zurückzugeben.
Der Mendelianum-Führer von Anna Matalová zeigt auf der letzten Umschlagseite das Abtwappen in der Bibliothek sowie das Ölgemälde von Mendel in liturgischen Gewändern mit Brustkkreuz und Abtring; am purpurnen Halsband trägt er den Franz-Joseph-Orden.
In seinen letzten Jahren war er in einen Steuerstreit mit dem Staat verwickelt, wobei der Brünner Magistrat 1876 eine Pfändung im Stift durchführte. Wiederholt protestierte Mendel dagegen und bezweifelte die gesetzliche Rechtmäßigkeit. Im Frühjahr 1883 erkrankte Mendel an einem Nierenleiden, das zu einer allgemeinen Wassersucht führte. Er verstarb am 6. Januar 1884 in Brünn. Das Kloster veröffentlichte folgenden Nachruf:

„Der Convent des Augustiner-Eremiten-Ordensstiftes von St. Thomas zu Altbrünn in Mähren gibt hiemit achtungsvoll ergeben mit tiefer Betrübniß die Nachricht von dem Hinscheiden seines hochverehrten Abtes, des hochw. Herrn Gregor Johann Mendel, infulirten Prälaten, Comthur des k. k. österreichischen Franz Joseph-Ordens, emeritirten Direktors der mährischen Landes-Hypothekenbank, gründenden Mitgliedes des österreichischen meteorologischen Vereines, Mitgliedes der k. k. mährisch-schlesischen Gesellschaft für Ackerbau, Natur- und Landeskunde und anderer gelehrten und nützlichen Vereine etc. etc. geboren am 22. Juli 1822 in Heinzendorf in Oesterreichisch-Schlesien, welchen der Herr nach langwierigem schweren Leiden, versehen mit den heiligen Sacramenten und ergeben in den Willen des Allerhöchsten, Sonntag am 6. Jänner halb 2 Uhr Früh aus dem irdischen Leben abberufen hat. Die feierliche Einsegnung der Leiche und die heiligen Messen werden den 9. Jänner um 9 Uhr Morgens in der Stiftskirche abgehalten und die Leiche des Verblichenen hernach auf den Brünner Centralfriedhofe zur ewigen Ruhe bestattet werden. Er möge ruhen in Frieden!“

Mendels Leiche wurde (wie von ihm gewünscht) seziert und am 9. Jänner 1884 in der Augustiner-Gruft auf dem Brünner Zentralfriedhof beigesetzt. Das Requiem am 10. Jänner zelebrierte Bischof Franziskus von Sales Bauer, während Leoš Janáček, der 1865 Schüler des Stifts gewesen war, die musikalische Leitung hatte.
Eine im Jahre 2021 durchgeführte Exhumierung von Mendels Leichnam erbrachte physiognomische Details wie Körpergröße (168 cm), Schuhgröße und Innenmaße seines Gehirnschädels. Neben dem bekannten Nierenleiden ergab die durchgeführte Genomanalyse auch Herzprobleme.

## Forschung

### Die Erbse

Die sieben Merkmale, deren Vererbung Mendel untersuchte

1856 begann Mendel im Garten des Klosters systematische Kreuzungsexperimente mit zuvor sorgfältig ausgewählten Sorten (!) der Erbse.

„Aus mehreren Samenhandlungen wurden im ganzen 34 mehr oder weniger verschiedene Erbsensorten bezogen und einer zweijährigen Probe unterworfen. – Für die Befruchtung wurden 22 davon ausgewählt und jährlich während der ganzen Versuchsdauer angebaut. Sie bewährten sich ohne alle Ausnahme.“

Er betrachtete Merkmale der Erbsenpflanzen und deren Samen, die klar zu unterscheiden waren, beispielsweise violett oder weiß blühende Sorten, solche mit gelben oder grünen Samen usw. Er kreuzte sie, indem er die Pollen der einen Sorte auf die Narben der anderen Sorte übertrug. Unerwünschte Selbst- und Fremdbestäubungen wurden durch Entfernen der Staubblätter und Verhüllung der Blüten ausgeschlossen. Mit dieser schon länger bekannten Technik unternahm er erstmals große Versuchsreihen. Aus 355 künstlichen Befruchtungen zog er 12.980 Hybriden und konnte so gesicherte Erkenntnisse über die regelhafte Aufspaltung der Merkmale gewinnen. Zwischen 1856 und 1863 kultivierte er schätzungsweise 28.000 Erbsenpflanzen.
1862 gründete Mendel mit befreundeten Naturforschern aus der Umgebung den Naturforschenden Verein Brünn. Am 8. Februar und am 8. März 1865 trug er seine Ergebnisse bei den monatlichen Versammlungen dieses Vereins vor. Im Jahre darauf erschienen seine Versuche über Pflanzenhybriden gedruckt.
Aus diesen Experimenten gingen drei „Gesetze“ hervor, die bis heute als Mendelsche Regeln gelten.
- Die Uniformitätsregel beschreibt die Nachkommen (F1) reinerbiger Vorfahren (P). Alle F1-Individuen sehen gleich aus.[36] Die F1 nannte Mendel Hybriden oder Bastarde. Wichtiger Umkehrschluss: Erscheint eine F1 nicht uniform, war einer der Eltern nicht reinerbig.[37]
- Die Spaltungsregel gilt für die darauffolgende Generation (F2). Merkmale der F2-Individuen sind bei dominant-rezessiver Vererbung im Verhältnis 3:1 aufgespalten.[38] Im intermediären Erbgang spalten die Merkmale jedoch 1:2:1.
- Die Unabhängigkeitsregel besagt, dass zwei P-Merkmale unabhängig voneinander an die F1 vererbt werden.[39]

In der Gedenkrede auf seinen Onkel hob Alois Schindler hervor, „daß Gregor Mendel der erste war, der bei der Kreuzung von Pflanzenarten und Pflanzenrassen gewisse Regelmäßigkeiten bemerkte, diese zahlenmäßig zum Ausdruck brachte und so ein neues, für die Pflanzen und wohl auch für die organischen Formen überhaupt giltiges Entwicklungsgesetz ableitete, welches nun allgemein das Mendel’sche Gesetz genannt wird.“

### Theorie der Artbildung
Mendels Motivation für Bestäubungsversuche kam schon gegen Ende der 1866er-Veröffentlichung zum Ausdruck: „Sollte eine Art A in eine andere B verwandelt werden, so wurden beide durch Befruchtung verbunden und die erhaltenen Hybriden abermals mit den Pollen von B befruchtet; dann wurde aus den verschiedenen Abkömmlingen derselben jene Form ausgewählt, welche der Art B am nächsten stand, und wiederholt mit dieser befruchtet und so fort, bis man endlich eine Form erhielt, welche der B gleichkam und in ihren Nachkommen konstant blieb. Damit war die Art A in die andere Art B umgewandelt.“ Diese Experimente könnten konstante Nachkommen erzielen, die „sich ebenso wie die reinen Arten fortpflanzen. [...] Für die Entwicklungsgeschichte der Pflanzen ist dieser Umstand von besonderer Wichtigkeit, weil konstante Hybriden die Bedeutung neuer Arten erlangen.“
Die umsichtig vorbereiteten Kreuzungen waren kein Hobby. Mendel kannte die aktuellen Fragen der Biologie. Er besaß mehrere, in der Stiftsbibliothek erhaltene Bücher von Charles Darwin, in die er Notizen eintrug, die die Evolutionstheorie kritisch beurteilten. 1860 war die erste deutsche Übersetzung von Darwins Entstehung der Arten erschienen, die auch in Mendels Besitz war und die er genau studierte.  Mendel wollte, anders als Darwin, Artbildung nicht als Ergebnis natürlicher Entwicklung darstellen, sondern durch kontrollierte Eingriffe erforschen. Die Gattung der Habichtskräuter schien ihm dafür gut geeignet: „Dieses Genus besitzt einen so außerordentlichen Reichtum an selbständigen Formen, wie ihn kein anderes Pflanzengeschlecht aufweisen kann. Einzelne davon [...] werden als Hauptformen oder Arten betrachtet, während alle übrigen sich als Mittelbildungen oder Übergangsformen darstellen, durch welche die Hauptformen miteinander zusammenhängen.“ Falls die Entwicklung der Formen auf eine ähnliche Weise wie bei der Erbse erfolgte, „würde der ganze Umwandlungsprozeß eine ziemlich einfache Erklärung finden.“
Experimentell widerlegte Mendel die Ansicht Darwins, zur Befruchtung seien mehrere Pollenkörner erforderlich. Im neunten Brief an Nägeli vom 27. September 1870 ist zu lesen: „Hochgeschätzter Herr und Freund! [...] Der Versuch zur Lösung der Frage, ob ein einziges Pollenkorn zur Befruchtung ausreiche, wurde an Mirabilis Jalappa wiederholt, mit demselben [positiven] Erfolge, wie im verflossenen Jahre.“

### Habichtskräuter
Spätestens nachdem die Erbsen-Versuche 1863 abgeschlossen waren, begann Mendel mit künstlichen Bestäubungen innerhalb anderer Pflanzengattungen. Für Kreuzungen zwischen mehreren Arten aus der Gattung der Habichtskräuter erbat sich Mendel Samen oder Pflanzen von Carl Wilhelm von Nägeli in München. Weil ein Ende des Vorhabens nicht abzusehen war, veröffentlichte Mendel 1870 einen Vorbericht. Den kurzen Artikel beurteilte er selbst: „Aus dem wenigen, das ich hier mitteilen kann, wird ersichtlich, daß die Arbeit noch kaum über ihre ersten Anfänge hinausreicht.“ Die meisten Ergebnisse widersprachen den bei Erbsen gefundenen Regeln, wenn die F1-Hybriden der Habichtskräuter nicht uniform waren und die F2-Generation hingegen einheitlich erschien (statt zu spalten). Danach zog Mendel zwei Vererbungsformen in Betracht: den Hieracium-Typ gegenüber dem Pisum-Typ. Das Problem wurde später gelöst: Solche Generationen der Habichtskräuter entstehen nicht durch Befruchtung, sondern durch Parthenogenese.
Dass Mendel viel umfassender gearbeitet hat, als die beiden Schriften über Erbsen und Habichtskräuter vermuten lassen, geht aus dem Briefwechsel mit Nägeli hervor.

„Die Briefe zeigen, daß das, was Mendel veröffentlicht hat, in der Tat in gar keinem Verhältnis steht zu dem, was er gearbeitet hat. Allein an den Bastarden zwischen verschiedenen farbigen Levkojen-Sippen hat er mindestens 6 Jahre hindurch eifrig untersucht; außerdem experimentierte er, wie die Briefe zeigen, mit Geum, Cirsium, Aquilegia, Linaria, Mirabilis, Melandrium, Zea, Verbascum, Antirrhinum, Ipomoea, Tropaeolum, Calceolaria. Dazu kommen noch, wie wir aus anderen Quellen wissen, Dianthus, Caryophyllus […], Lathyrus […] und Campanula […]. Hätte Mendel all dies Material veröffentlicht, und zwar in der ausführlicheren Form, die ihm Nägeli nahe gelegt hatte […], es wäre wohl nicht unbeachtet geblieben, sicherlich nicht so lange.“

„Der einzige, der einen Teil der Beobachtungen Mendels theoretisch verwertete, war Carl Nägeli. Seit langen Jahren mit dem Studium der Hieracien (Habichtskräuter) beschäftigt, hat er wenigstens Mendels Bastardierungsversuche zwischen Arten dieser Gattung mit großem Interesse verfolgt und unterstützt.“

### Wetterkunde
Im Organ der Brünner Naturforscher kommentierte Mendel 1863 meteorologische Tabellen zum lokalen Klima. Dann berichtete er jährlich Wetter-Beobachtungen aus Mähren und Schlesien. Die Anregung war von der k. k. Akademie der Wissenschaft in Wien ausgegangen; auf Vorschlag dieser Institution entstand seit 1848 ein Netz von Wetterstationen. Die k. k. Zentralanstalt für Meteorologie und Erdmagnetismus wurde 1851 gegründet. Sie ist der älteste Wetterdienst der Welt; seit 1. Juli 1865 erstellt sie eine tägliche Wetterkarte. Mendel übermittelte der Zentralanstalt ausführliche Wetterbeobachtungen, so etwa über ein „Gewitter und Wolkenbruch“ am 7. August 1857.
Als erste wissenschaftliche Vereinigung ihrer Art gründete man 1865 die Österreichische Gesellschaft für Meteorologie (ÖGM): „Ihr Zweck besteht darin, das Studium der Meteorologie sowohl als Wissenschaft als auch in ihren Beziehungen zu Fragen des praktischen Lebens anzuregen und zu fördern“ (Statuten § 1). Ihre Mitglieder sollten regelmäßig meteorologische Beobachtungen sammeln und die Resultate publizieren.
Mendel zählte zu den 121 Gründungsmitgliedern. Im Jahre 1868 zum Abt gewählt, stiftete er 100 Gulden. An der Finanzierung der ÖGM beteiligte sich auch (mit verständlichem Interesse) die k.u.k. Marinesektion des Kriegsministeriums.
Mendels Leistungen auf dem Gebiet der Meteorologie beeindruckten seine Zeitgenossen:

„Die Mittheilung der vom Herrn Realschullehrer P. Gregor Mendel verfaßten meteorologischen Tabellen fesselte die Aufmerksamkeit der Versammlung. Diese Tabellen enthalten umfassende Angaben über die in den Stationen Brünn, Iglau, Kremsier, Bistritz, Hochwald, Troppau und Teschen gemachten Angaben bezüglich der Temperatur, des Luftdruckes, der Niederschläge, der vorherrschenden Winde und der Gewitter; besonders aber sind die mit Fleiß und Umsicht zusammengestellten 15jährigen Beobachtungsdaten von der Station Brünn; in Betreff des Vorjahres wird der ungeheuren Trockenheit, der geringen Niederschläge – das Deficit beträgt pr. □' 12 Maß Wasser und darüber – und des am 20. Jänner Abends gesehenen Gewitters Erwähnung gethan.“

### Honigbiene
Etwa 1870 begann Mendel, unter wissenschaftlichen Gesichtspunkten Bienen zu züchten. Er kreuzte verschiedene Rassen durch gelenkte Begattung junger Königinnen. Ergänzend suchte er nach Blütenpflanzen mit hohem Nektargehalt. „Der Bienenzucht wandte er sich offenbar mit der Absicht zu, um das, was er für die Pflanzen erforscht hatte, auch auf die Tierwelt übertragen zu können: denn es war ihm bei seinen 50 Beuten nicht so sehr um den Honigertrag, als um die Züchtung neuer Bienenrassen zu tun […] Wegen Kränklichkeit sind aber diese Forschungen nicht zum Abschluße gekommen und es sind die Aufzeichnungen verloren gegangen.“
An der sogenannten Wanderversammlung der deutschen und österreichisch-ungarischen Bienenwirte nahm Mendel in Kiel vom 12. bis 14. September 1871 teil. Der Abt fungierte als Obmannstellvertreter des Brünner Bienenzuchtvereins, dem er im Jahre zuvor beigetreten war.

## Rezeption
Nachdem Mendel seine Forschungsergebnisse am 8. Februar 1865 und am 8. März 1865 im Naturforschenden Verein in Brünn vorgetragen hatte, erschienen jeweils Berichte darüber in einer Brünner Tageszeitung, in denen auch über eine „lebhafte Beteiligung“ während der Diskussion der Vorträge die Rede war. Ein Jahr später, 1866, veröffentlichte Mendel seine Arbeit im Publikationsorgan des Naturforschenden Vereins, das allerdings nur eine geringe Auflage hatte. Etliche Exemplare verschickte Mendel an ausgewählte Personen, davon eines an den angesehenen Botaniker Carl Wilhelm von Nägeli in München, mit dem sich ein umfangreicher Briefwechsel entwickelte. Nägeli führte selbst Kreuzungsexperimente mit Habichtskräutern durch. Er erkannte jedoch nicht den Paradigmenwechsel, den Mendels Resultate aus den Erbsen-Versuchen bedeuteten. Von den 40 Exemplaren des Sonderdrucks konnten bis 1984 13 in Privatsammlungen, Archiven und Museen wieder aufgefunden werden; der Verbleib des Restes ist größtenteils unbekannt. Neben Nägeli gingen Drucke an Anton Kerner, Matthias Jacob Schleiden, Theodor Boveri und Franz Unger. Hugo de Vries besaß ein Exemplar von Martinus Beijerinck. Ein Sonderdruck wurde im Kloster in Brünn wiedergefunden. 1867 erschien ein um die statistischen und analytischen Details gekürzter Nachdruck von Mendels Aufsatz in der naturwissenschaftlichen Beilage der Wochenschrift des Gewerbevereins Bamberg, also einer Zeitschrift, die sich an Laien richtete.
In den folgenden Jahren blieb Mendels Publikation zwar nicht unbeachtet – zitiert wurde sie bis 1899 in mehr als einem Dutzend Fachveröffentlichungen –, jedoch wurde in der Regel nicht auf ihren Inhalt eingegangen. Eine Ausnahme war der russische Botaniker Johannes Theodor Schmalhausen, der 1874 im Nachwort zu seiner Dissertation die Arbeit Mendels ausführlich erörterte. Allerdings war seine Dissertation in Russland selbst für Fachkollegen kaum zugänglich und in der 1875 publizierten deutschen Übersetzung fehlte das Nachwort. So verlor Schmalhausen bald sein Interesse an Pflanzenhybriden und wandte sich der Paläobotanik zu, so dass seine Verweise auf Mendel für die wissenschaftliche Welt verloren gingen. Einen Eingang in die Fachliteratur erfuhren Mendels Arbeiten durch die 1881 erschienene umfangreiche Kompilation Pflanzen-Mischlinge von Wilhelm Olbers Focke, der sie als „besonders lehrreich“ einstufte; allerdings bezog sich Focke primär auf Mendels Bemerkungen über die Rückführung von Merkmalen der Hybriden in den ursprünglichen Merkmalszustand der Ausgangs-(Eltern-)generationen.
In einer 1987 im Journal of Heredity publizierten Rückschau argumentierten die Autoren, dass mehrere Gründe für die mangelnde Beachtung von Mendels Studie verantwortlich waren. Zum einen habe ihr Titel, Versuche über Pflanzenhybriden, den Kern seiner Erkenntnisse – die darin beschriebenen Regeln der Vererbung – nicht getroffen. Dies habe dazu geführt, dass an Pflanzenhybriden interessierte Forscher in der Studie nichts Neues erkannten und dass an der Evolutionstheorie interessierte Botaniker nichts über das Entstehen neuer Arten erfuhren. Ferner habe man in der Botanik erst Jahrzehnte später den Wert quantitativ-statistischer Analysen erkannt, und schließlich habe man seinerzeit die abstrakte Terminologie Mendels – AA, Aa, aA, aa – als nicht zwingend und eher hinderlich empfunden.
Die fundamentale Bedeutung der Studie wurde daher erst im Jahre 1900 anerkannt, nachdem die Botaniker Hugo de Vries, Carl Correns und Erich Tschermak-Seysenegg unabhängig voneinander derartige Experimente unternommen und mit Mendel übereinstimmende Ergebnisse erhalten hatten. Inwieweit ihre Interpretation allerdings von Mendel unabhängig war und ob sie überhaupt schon 1900 zu einem korrekten Verständnis im Rahmen der Mendelschen Gesetze gelangten, ist später bezweifelt worden, zuerst schon 1966 bei Tschermak, dann auch bei Hugo de Vries, der kurz vor seinen Veröffentlichungen von 1900 Zugang zu Mendels Aufsatz erhielt, was die Interpretation seiner Experimente deutlich veränderte. In seiner ersten Veröffentlichung in den Compte Rendu der Pariser Akademie zitierte er Mendel nicht, was ihm später vorgeworfen wurde. Am ehesten wurde Correns eine unabhängige Entdeckung zugestanden. Correns wies explizit auf Mendel hin:

„Auch ich war bei meinen Bastardirungsversuchen mit Mais- und Erbsenrassen zu demselben Resultat gelangt, wie de Vries […] ich habe das alles für etwas Neues gehalten. Dann habe ich mich aber überzeugen müssen, dass der Abt Gregor Mendel in Brünn in den sechziger Jahren durch langjährige und sehr ausgedehnte Versuche mit Erbsen nicht nur zu demselben Resultat gekommen ist, wie De Vries und ich, sondern dass er auch genau dieselbe Erklärung gegeben hat, soweit das 1866 nur irgend möglich war.“

2003 wurde bekannt, dass Correns schon 1894 die grundlegende Arbeit von Mendel studiert hatte und nicht erst 1899 nach Abschluss seiner eigenen Versuche, wie er behauptete.
De Vries, der schon seit etwa 1876 Kreuzungsexperimente ähnlich denen Mendels unternommen hatte, ohne dessen Arbeit zu kennen, forderte auf der Grundlage seiner eigenen Untersuchungen und denen Mendels „eine vollständige Umwandlung der Ansichten“ über die Art, Unterart und Varietät in der Biologie. Während man bisher die Arten, Unterarten und Varietäten als die Einheiten angesehen hatte, aus deren Kombination die Hybriden hervorgehen, müsse man jetzt von den einzelnen Merkmalen als den Einheiten ausgehen, aus denen die Arten, Unterarten, Varietäten und Hybriden zusammengesetzt sind.
Während de Vries von allgemeingültigen Gesetzen sprach, interessierte sich Correns besonders für die Grenzen ihrer Gültigkeit und verwendete deshalb als Erster die heute übliche Bezeichnung „mendelsche Regeln“. Als Beispiele „nicht-mendelnder“ Vererbung untersuchte er Erscheinungen, die Genkopplung oder extrachromosomale Vererbung als Ursache hatten. Correns war seit 1892 mit Elisabeth, geborene Widmer, verheiratet, der Nichte seines im Jahre zuvor verstorbenen Doktorvaters Nägeli.
So kam Correns aus dessen Nachlass in den Besitz der Briefe, die Mendel über acht Jahre an Nägeli geschrieben hatte. Mendels Arbeiten wurden 1901 in Ostwalds Klassikern nachgedruckt (herausgegeben von Tschermak) und Carl Fruwirth nahm die Mendelschen Regeln 1901 in sein Lehrbuch der Pflanzenzüchtung auf.
Im englischen Sprachraum wurden die Regeln Mendels vor allem durch William Bateson bekannt gemacht, der über eine Veröffentlichung von Hugo de Vries mit der Lehre bekannt wurde (zunächst ohne Kenntnis von Mendels Namen). Er wies deren Gültigkeit auch für Tiere (Geflügel) nach – wie etwa gleichzeitig Lucien Cuénot bei Experimenten mit Mäusen – und übersetzte Mendels Hauptwerk ins Englische.

„When we consider, besides, that Tschermak and Correns announce definite confirmation in the case of Pisum, and de Vries adds the evidence of his long series of observations on other species and orders, there can be no doubt that Mendel’s law is a substantial reality.“

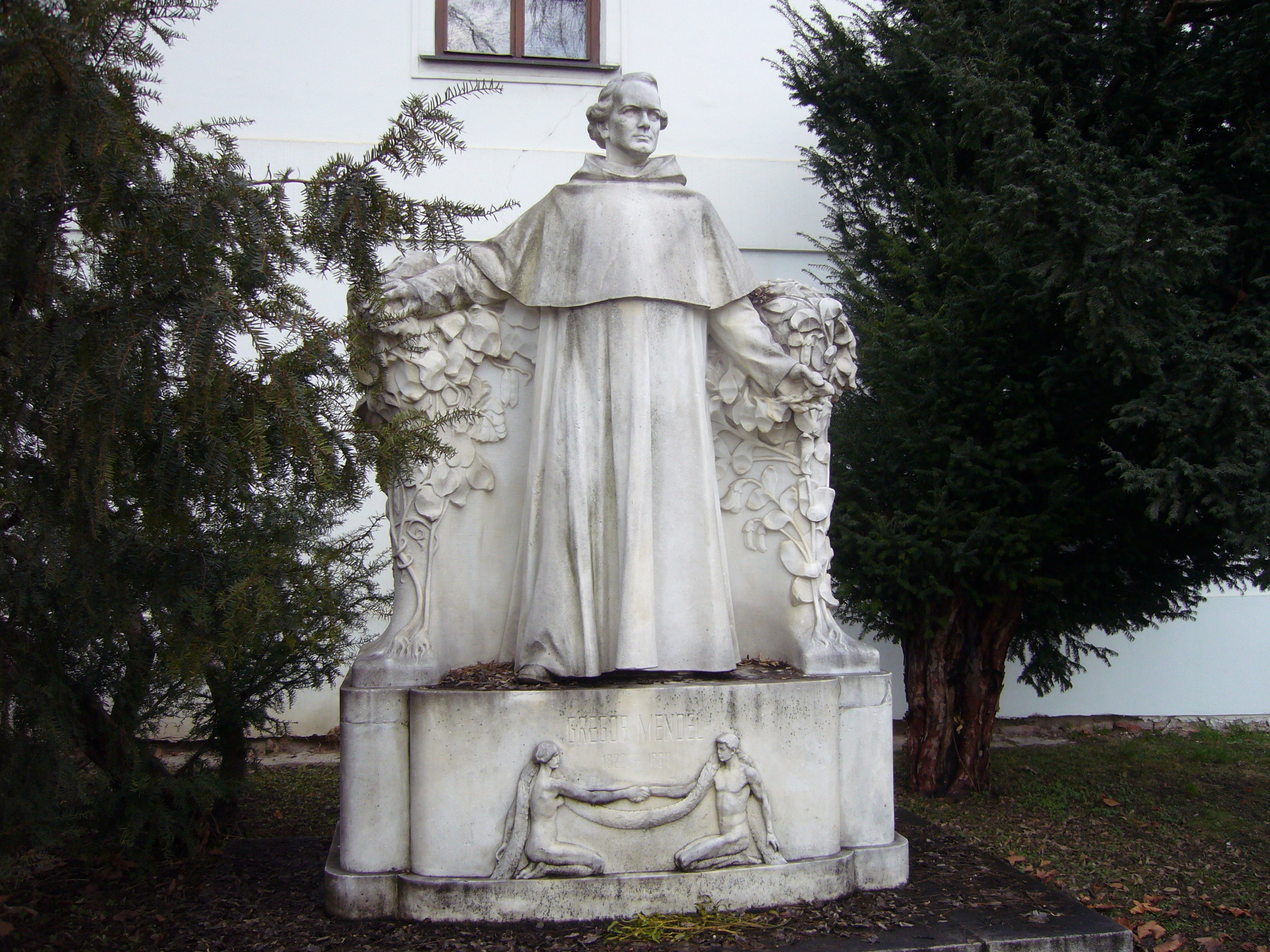
Statue in Alt Brünn, errichtet 1910

Eine englische Übersetzung von Mendels Arbeit erschien 1901 in der Zeitschrift der Royal Horticultural Society und (mit Modifikationen) 1902 im Buch Mendel’s Principles of Heredity von Bateson bei Cambridge University Press. Angeregt durch Bateson erkannte Archibald Garrod bald darauf (1902) die Anwendbarkeit auf Erbkrankheiten des Menschen.
In der Sowjetunion wurden Mendels Erkenntnisse in der Zeit des Stalinismus abgelehnt und die Erinnerung an ihn systematisch unterdrückt. Der durch Josef Stalin persönlich protegierte Agrarwissenschaftler Trofim Denissowitsch Lyssenko bestritt die Existenz von Genen und behauptete, dass erworbene Eigenschaften vererbt würden (Neolamarckismus) und daher Getreidesorten durch geeignete Kulturbedingungen grundsätzlich verändert werden könnten (siehe Lyssenkoismus). Diese schon damals wissenschaftlich unhaltbaren Ansichten blieben in der UdSSR bis in die 1960er Jahre hinein das allein gültige Dogma. Entsprechend wurde auch in Brünn ein Mendel zu Ehren gestiftetes Denkmal, das seit 1910 auf dem Platz vor dem Kloster gestanden hatte, abgebaut und mit der gekürzten Inschrift „Gregor Mendel 1822–1883“ (statt „Dem Naturforscher P[ater] Gregor Mendel 1822–1883. Errichtet 1910 von Freunden der Wissenschaft“) hinter den Mauern der Abtei verborgen.

## Mendel und Darwin
Mendel kannte das Werk Darwins. Er beschaffte sich die deutsche Ausgabe des Hauptwerks Ursprung der Arten in der 2. Auflage 1863, kannte Darwins Thesen aber wahrscheinlich schon viel früher. Später besaß und studierte er die meisten von Darwins Werken und hinterließ Randnotizen in seinen Exemplaren. Er korrespondierte aber nicht mit Darwin und traf ihn nie, obwohl er 1862 als Mitglied der Brünner Delegation zur Weltausstellung London besuchte. Mendel war kein Gegner der Darwinschen Evolutionstheorie, lehnte die Darwinsche Theorie der Vererbung – die 1868 veröffentlichte umstrittene Pangenesistheorie und allgemein die von Darwin vertretene Annahme der Blending inheritance – aber ab, da sie seiner eigenen Theorie der Bildung von Hybriden zuwiderlief. Er wusste aus seinen Experimenten, dass Eigenschaften, die nach Kreuzung nicht zum Vorschein kommen, keinesfalls verloren sind, sondern in späteren Generationen wieder auftauchen.
Mendel lehnte auch Darwins Ansicht ab, alle Veränderungen wären direkt oder indirekt auf Umwelteinflüsse zurückzuführen, da er selbst, wie schon sein Lehrer Franz Unger, Experimente über permanente Auswirkungen von Umwelteinflüssen bei der Vererbung durchgeführt und keine gefunden hatte. In seinen wissenschaftlichen Arbeiten und Vorlesungen erwähnte er Darwin nicht und auch selten in seiner Korrespondenz, er hatte aber die Darwinsche Evolutionstheorie im Hinterkopf bei der Ausarbeitung seiner Vererbungslehre. Die Planung und der Beginn seiner Kreuzungsexperimente begann allerdings zwei bis drei Jahre vor dem Erscheinen von Darwins Hauptwerk Ursprung der Arten von 1859. Mendel glaubte wie Darwin an eine Veränderbarkeit und Evolution der Arten. Ideen dazu waren auch schon vor Darwin im deutschsprachigen Raum verbreitet, zum Beispiel bei seinem Freund Nägeli.
Umgekehrt kam es Darwin nie in den Sinn, die Hybridisierung für seine Selektionstheorie heranzuziehen. Darwin war selbst Autor eines 1876 erschienenen Buches über Kreuzungen und Selbstbefruchtung von Pflanzen. Er kannte das Werk von Mendel nicht, obwohl er eines der wenigen Bücher, in denen es zitiert wurde (Wilhelm Olbers Focke, Die Pflanzen-Mischlinge, 1881) im November 1880 erhielt. Focke erwähnt in seinem Buch auch kurz (S. 110), dass Mendel glaubte, konstante Verhältnisse unter den Mischlingen gefunden zu haben. Darwin gab das Buch aber ungelesen an G. J. Romanes weiter, der den Artikel Pflanzenhybride für die Encyclopedia Britannica schrieb (und Mendel mit anderen Namen in seine Literaturliste übernahm). Ein weiteres Buch von Hermann Hoffmann von 1869 (Untersuchungen zur Bestimmung des Wertes von Spezies und Varietät) erwähnte Mendels Kreuzungsversuche ebenfalls und wurde auch von Darwin gelesen (das Buch war explizit darauf angelegt, Darwins Theorie experimentell zu überprüfen), die Erwähnung ist aber nur knapp und beschränkt sich darauf, dass Mendel glaube, dass Hybride in späteren Generationen die Tendenz zur Rückkehr auf die elterlichen Merkmale hätten. Die wirklich wichtigen neuen Erkenntnisse Mendels erkannte Hoffmann nicht. Mendel verschickte 1867 rund vierzig Preprints seiner Arbeit, es findet sich aber in Darwins Nachlass kein Hinweis, dass Darwin eines erhalten hätte, auch wenn er ein naheliegender Kandidat war (Exemplare gingen aber an die Royal Society, die Linnaean Society und das Greenwich-Observatorium). Auch sonst findet sich dazu kein Hinweis zum Beispiel im Briefwechsel. Darwin hatte auch Probleme im Lesen deutschsprachiger Literatur, die er sich, wenn er sie für bedeutend hielt, übersetzen ließ, und hatte grundsätzlich Probleme mit mathematischen Argumenten, wie Mendel sie ausgiebig verwendete. In seinem Hauptwerk Origin of species schrieb er an einer Stelle, dass die Rolle von Kreuzungen bei der Herausbildung neuer Merkmale sowohl bei Tieren als auch bei Pflanzen stark übertrieben wäre. Darwin sah Kreuzungen als einen Verdünnungseffekt für die Wirkung der natürlichen Auslese an. Darwin selbst unternahm viele Kreuzungsexperimente (auch mit Erbsen wie Mendel), aber er war dabei nicht an der Vererbung von Merkmalen interessiert, sondern hauptsächlich an der Frage der reproduktiven Stärke und damit des Selektionsvorteils von selbstbefruchteten Pflanzen im Vergleich zu Kreuzungen. Die Bedeutung der mendelschen Arbeiten wurde auch in England erst um 1900 erkannt.
Mendel musste als Abt Rücksicht auf seine Stellung nehmen, zumal er auch Feinde in der Kirche hatte, die ihm zum Beispiel nach seinem Vortrag vor der Naturforschenden Gesellschaft in Brünn vorwarfen, Darwinist und Freidenker zu sein. Er mied deshalb besonders in späteren Jahren Gespräche über Darwinismus.

## Bedeutung
Schon vor Mendel hatten Forscher ähnliche Kreuzungsexperimente unternommen, so erstmals Joseph Gottlieb Kölreuter um 1760. Das Neue an Mendels Ansatz war, dass er sich auf sorgfältig ausgewählte einzelne Merkmale konzentrierte und seine Ergebnisse statistisch auswertete. Dem lag die neue Hypothese zugrunde, dass ein Organismus als ein Mosaik von Merkmalen aufzufassen sei, die sich unabhängig voneinander vererben und neu kombinieren. Bis dahin war es üblich gewesen, bei derartigen Untersuchungen die Gesamtgestalten der Pflanzen zu vergleichen; als deren materielle Grundlage nahm man gemeinhin sich mischende Flüssigkeiten an.
Der von Mendel überzeugend geführte Nachweis, dass bestimmte Merkmale von einer Elternpflanze regelhaft auf die Nachkommen übertragen werden, war ein wichtiger Beitrag zur Stützung der 1859 von Charles Darwin publizierten Selektionstheorie. Diese wurde mit dem Einwand konfrontiert, neu entstandene Merkmale würden durch „mischende Vererbung“ im Laufe der Generationen ausgedünnt und würden verschwinden. Somit fände die von Darwin ins Spiel gebrachte Selektion keinen Angriffspunkt. Allerdings konnte Mendels Arbeit ihre Wirkung erst ab 1900 entfalten, zusammen mit den Beweisen ihrer „Wiederentdecker“ de Vries, Correns und Tschermak.
Im deutschen Sprachraum bürgerte sich das Verb „mendeln“ ein, mit der Bedeutung, dass bestimmte Erbmerkmale in der nächsten Generation in spezifischen Gesetzmäßigkeiten wieder auftreten.

## Nachlass
Der größte Teil von Mendels Nachlass ist vernichtet worden. Sein Nachfolger als Abt ließ ihn auf dem Klosterhof verbrennen, da auch die Verwandten kein Interesse zeigten. Laboraufzeichnungen von Mendel sind daher nicht erhalten. Erhalten sind zum Beispiel eine Reihe von Briefen an Carl von Nägeli von 1867 bis 1873, die 1924 von Carl Correns veröffentlicht wurden und auch zusätzliche Informationen über die Experimente Mendels liefern. Mendel schrieb auch eine kurze Autobiographie für die Zulassung zur Prüfung an der Universität Wien. Eine weitere Quelle zu Mendel sind die Erinnerungen seiner Neffen Alois Schindler und Ferdinand Schindler, die Hugo Iltis und andere mit Informationen versorgten.
2010 tauchte das handgeschriebene Manuskript von Mendels Aufsatz (und Vortrag) über seine Versuche über Pflanzenhybride von 1865 wieder auf. Eine Ausfuhr von Stuttgart nach Österreich durch einen Wiener Augustiner konnte zunächst verhindert werden, indem die Einstufung als schützenswertes deutsches Kulturgut geprüft wurde. Danach kam es zum Streit mit den deutschen Erben von Mendel, in deren Besitz das Manuskript seit 1988 war.

## Posthume Würdigungen

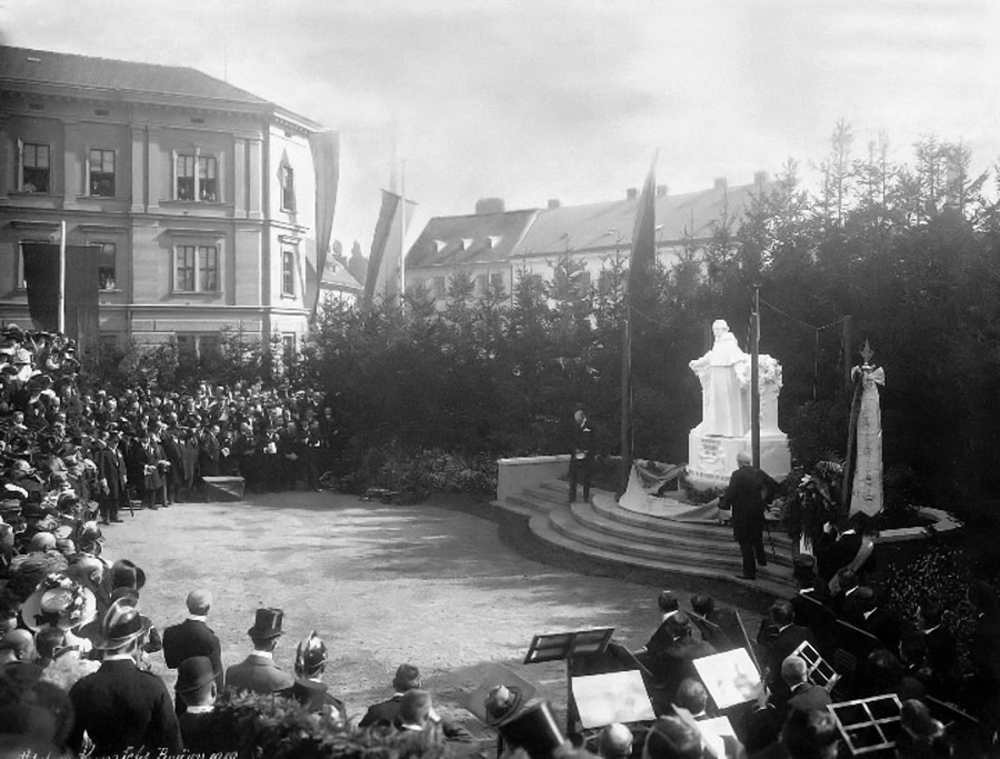
Enthüllung des Mendel-Denkmals in Brünn (1910)

„Als im Frühjahre 1900 durch De Vries, den Herausgeber [Correns] und E. Tschermak die merkwürdigen Ergebnisse, zu denen G. Mendel bei seinen Bastardierungsversuchen mit Erbsenrassen gelangt war, zuerst und vollkommen bestätigt wurden, war es sicher, daß dieser stille, fast vergessene Forscher in Zukunft eine ganz hervorragende Stelle unter den besten Experimentatoren auf dem Gebiete der Vererbungslehre einnehmen werde.“

1910 wurde in Lund (Schweden) die „Mendelska Sällskapet“ (Mendelsche Gesellschaft) gegründet, die später ab 1920 die wissenschaftliche Zeitschrift „Hereditas“ herausgab.
Nach dem Ersten Weltkrieg gründete der Mendel-Biograph Hugo Iltis das Museum Mendelianum im Kloster in Brünn, das er bis zu seiner Emigration 1938 betrieb. 1922 organisierte er eine Mendel-Jahrhundertfeier in Brünn und gab dafür eine Festschrift heraus. Die Festschrift zum Andenken an Gregor Mendel erschien in einem Band der „Verhandlungen des Naturforschenden Vereines in Brünn“. Darin wurden zunächst drei Arbeiten Mendels (Versuche über Pflanzen-Hybriden, Ueber einige aus künstlicher Befruchtung gewonnenen Hieracium-Bastarde und Die Windhose vom 13. October 1870) original nachgedruckt, worauf unmittelbar ein Artikel Paul Kammerers folgte. Weitere Beiträge der Festschrift stammten u. a. von Größen wie Carl Fruwirth, Erwin Baur, Hermann Nilsson-Ehle, George Harrison Shull, Erich Tschermak, William Bateson und Reginald Punnett. Heute existiert im Kloster wieder ein Mendel-Museum; seit 2003 finden hier die Mendel-Vorlesungen statt.

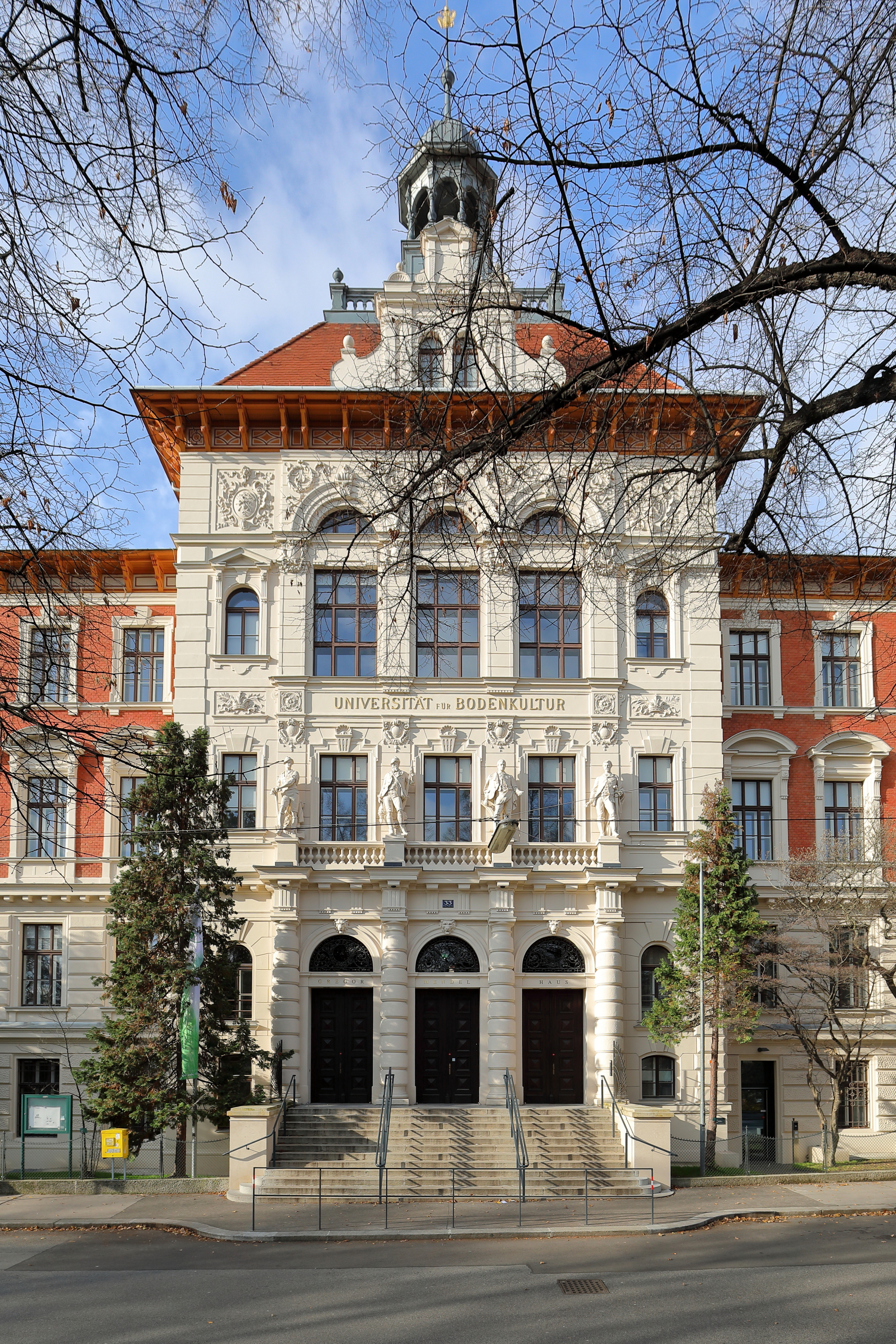
Gregor-Mendel-Haus der Universität für Bodenkultur in Wien (2016)

Das Hauptgebäude der Universität für Bodenkultur Wien erhielt 1960 den Namen Gregor-Mendel-Haus. Die dortige Straße heißt bereits seit 1933 Gregor-Mendel-Straße.
Durch Senatsbeschluss vom 20. Oktober 1965 wurde die Gregor-Mendel-Medaille als eine besondere Auszeichnung für hervorragende Pionierleistungen auf dem Gebiete der allgemeinen Biologie (meist auf dem Gebiet der Molekularbiologie und Genetik) ohne nationale Beschränkung durch die Deutsche Akademie der Naturforscher Leopoldina gestiftet.
1972 wurde die Gregor Mendel Gesellschaft Wien als wissenschaftlicher Verein gegründet.
Seit 1983 steht in der Walhalla, der bayerischen „Ehrenhalle“, eine Mendel-Büste.
Die Österreichische Post gab zu seinem 100. Todestag im Jahre 1984 eine Sonderbriefmarke heraus.
Mehrere astronomische Objekte sind nach ihm benannt worden: 1970 der Mondkrater Mendel, 1973 der Marskrater Mendel und 1994 der Asteroid (3313) Mendel.
Die Brünner Hochschule für Landwirtschaft wurde 1995 in Mendel-Universität umbenannt.
In Wien trägt auch das im Jahre 2000 gegründete Gregor Mendel Institut für Molekulare Pflanzenbiologie (GMI) der Österreichischen Akademie der Wissenschaften seinen Namen.
Im Jahre 2002 wurde die Gregor Mendel Stiftung von Vertretern aus Wissenschaft und Forschung in der Pflanzenzüchtung gegründet, die das Bewusstsein für Innovation und Züchtungsfortschritt in Wissenschaft, Wirtschaft und Gesellschaft fördern möchte.
Zahlreiche Straßen und Plätze erhielten Mendels Namen.
Beim Mendel-Forum-2015 am Mendelianum in Brno wurde vorgeschlagen, künftig mit einem internationalen Gedenktag an die Leistungen Mendels zu erinnern. Man wählte dafür den 8. März: An diesem Tag 1865 hatte er den zweiten Teil des Referates „Versuche über Pflanzen-Hybriden“ gehalten. Den internationalen Mendel-Tag beging man erstmals 2016.

## Kritik
Mendel war wohl der Erste, der statistische Methoden zur Erforschung von Vererbungsvorgängen verwendete. Spätere Überprüfungen der von ihm veröffentlichten Daten führten jedoch zu dem Ergebnis, dass diese weitaus besser zu Mendels theoretischer Erwartung passten, als dies statistisch zu erwarten gewesen wäre. Schon 1902, zwei Jahre nach ihrer Wiederentdeckung, wies Walter Frank Raphael Weldon in einer Publikation darauf hin, dass die Wahrscheinlichkeit, Mendels Daten zu reproduzieren, nur 1:16 betrage. Später griff Ronald Aylmer Fisher Weldons Berechnungen auf und veröffentlichte 1936 eine umfassende Analyse von Mendels Daten. Fisher bestätigte im Grundsatz die Einwände Weldons, wies aber ausdrücklich Zweifel an der persönlichen Integrität Mendels zurück. Vielmehr erwähnte er in dieser Studie, dass möglicherweise ein Assistent Mendel hintergangen und Rohdaten den Erwartungswerten angenähert habe und dass Mendels Experimente als eine „sorgfältig geplante Veranschaulichung seiner Schlussfolgerungen“ angelegt waren (wörtlich: „a carefully planned demonstration of his conclusions“).
Obwohl Fisher Mendel also nur vorhielt, seine Theorie schon vor Durchführung der schließlich publizierten Experimente entwickelt zu haben, wurde Fishers Re-Analyse später als „Mendel-Fisher-Kontroverse“ in zahlreichen Publikationen aufgegriffen und diskutiert.
Dass Mendel bei den sieben von ihm untersuchten Merkmalspaaren nicht auf das Phänomen der Genkopplung stieß, obwohl die Erbse nur sieben Chromosomenpaare besitzt und bei sieben zufällig ausgewählten Merkmalspaaren mit großer Wahrscheinlichkeit einige Fälle von Koppelung hätten auftreten müssen, ist wohl damit zu erklären, dass er bei seinen umfangreichen Vorversuchen derartige Merkmale ausschied. Tatsächlich sind die Gene für die sieben Merkmale, die er auswählte, zwar auf nur vier der sieben Chromosomen lokalisiert, jedoch liegen sie dort jeweils so weit auseinander, dass sie aufgrund des Crossing-overs praktisch ungekoppelt vererbt werden. Die Chromosomen und ihre Rolle bei der Vererbung waren 1866 noch nicht bekannt.

## Philatelistisches
Mit dem Erstausgabetag 7. Juli 2022 gab die Deutsche Post AG anlässlich des 200. Geburtstags von Gregor Mendel ein Sonderpostwertzeichen im Nennwert von 110 Eurocent heraus. Der Entwurf stammt vom Grafiker Julius Warbanow aus Berlin.

## Werke
- Versuche über Pflanzen-Hybriden. In: Verhandlungen des naturforschenden Vereines in Brünn. Band IV (Abhandlungen 1865), Brünn 1866, S. 3–47. Digitalisat und Volltext im Deutschen Textarchiv; (Volltext).
- Versuche über Pflanzenhybriden. 2 Abhandlungen 1865 und 1869. Herausgegeben von Erich von Tschermak-Seysenegg. Nachdruck in der Reihe Ostwald’s Klassiker der exakten Wissenschaften. Verlag Harry Deutsch, Frankfurt am Main 2000, ISBN 3-8171-3121-6, (Volltext).